# Rubió de Dalt
Rubió de Dalt es una localidad perteneciente al municipio de Foradada, en la provincia de Lérida, comunidad autónoma de Cataluña, España. En 2019 contaba con 25 habitantes.